# Fantasy-Jahr 1991
Übersicht

◄◄ | ◄ | 1987 | 1988 | 1989 | 1990 | Fantasy-Jahr 1991 | 1992 | 1993 | 1994 | 1995 | ► | ►►

Weitere Ereignisse

## Ereignisse
- King Kong und die weiße Frau wird in das National Film Registry aufgenommen
- Pinocchio wird in das National Film Registry aufgenommen
- 5. Fantasy Filmfest 5.–10. März in Hamburg, 15.–24. November in München